# Dover, Ohio
Dover är en stad i Tuscarawas County i den amerikanska delstaten Ohio med en yta av 13,8 km² och en folkmängd, som uppgår till 12 210 invånare (2000). Dover beviljades 1901 stadsrättigheter.

## Kända personer födda i Dover
- Elwyn Berlekamp, matematiker
- Elliott Nugent, författare och regissör
- Zack Space, kongressledamot